# ایسی-سو-ارمانکون
ایسی-سو-ارمانکون (به فرانسوی: Aisy-sur-Armançon) یک کمون در فرانسه است که در Canton of Ancy-le-Franc واقع شده‌است.

## خصوصیات
ایسی-سو-ارمانکون ۱۷٫۹۷ کیلومترمربع مساحت و ۲۷۰ نفر جمعیت دارد.